# Agrostis lepida
Agrostis lepida é uma espécie de gramínea do gênero Agrostis, pertencente à família Poaceae.